# Aurélien Sourrouille
Pas d'image ? Cliquez ici

a Compétitions nationales et continentales officielles uniquement.

Dernière mise à jour le 12 septembre 2018.
Aurélien Sourrouille, né le 26 octobre 1984, est un joueur de rugby à XV évoluant au poste de centre ou d'ailier (1,78 m pour 90 kg).